# 弘津三男
弘津 三男（ひろつ かずお、1910年7月8日 - ）は日本の映画監督。愛媛県松山市生まれ。
県立松山中学を卒業後、1937年新興キネマ京都撮影所に助監督として入社。溝口健二監督の下でチーフ助監督を務める。

## 主な映画作品
以下に日本映画データベースに従い公開日、作品名、監督名を記載。
製作会社はすべて大映京都撮影所。

### 助監督作品
- 1950年11月18日　『ごろつき船』、森一生監督
- 1953年8月12日　『祇園囃子』、溝口健二監督
- 1954年6月20日　『噂の女』、溝口健二監督
- 1955年9月21日　『新・平家物語』、溝口健二監督
- 1957年3月6日　『大阪物語』、吉村公三郎監督

### 監督作品
- 1954年9月29日　『銭形平次捕物控 幽霊大名』
- 1955年1月29日　『次男坊鴉』
- 1955年12月21日　『虚無僧変化』
- 1956年1月22日　『虚無僧変化 鍔鳴り街道』
- 1956年3月4日　『お化け駕籠』
- 1957年11月10日　『鬼火駕籠』
- 1958年3月18日　『陽気な仲間』
- 1958年6月15日　『白蛇小町』
- 1958年8月31日　『月の影法師 消えゆく能面』
- 1958年10月27日　『月の影法師 山を飛ぶ狐姫』
- 1958年12月21日　『赤胴鈴之助 どくろ団退治』
- 1959年1月22日　『青蛇風呂』
- 1959年4月1日　『魔笛若衆』
- 1960年3月1日　『透明天狗』
- 1960年6月26日　『海蛇大名』
- 1960年11月22日　『わんぱく公子』
- 1961年4月2日　『寄切り若様』
- 1961年11月29日　『蝙蝠屋敷』